# Coconut Grove
Coconut Grove è un quartiere residenziale e la sede della municipalità di Miami, nella Contea di Miami-Dade della Florida, negli Stati Uniti d'America. L'area della zona è di 14,52 km2 e la popolazione nel 2011 di 20.076 abitanti.

Coconut Grove è la zona abitata più antica di Miami. Il suo nome è a volte indicato come "Cocoanut Grove", ma quello attuale venne stabilito quando la città venne incorporata nel 1919.

## Geografia
È limitata a sud dalla North Prospect Drive, ad ovest dalla LeJeune Road, a nord dalla South Dixie Highway (tratto urbano della U.S. Route 1) e dalla Rickenbacker Causeway, mentre ad est si affaccia sulla Baia di Biscayne.
Si trova a sud di Brickell e The Roads, mentre è ad est di Coral Gables.

## Storia
Quello che è oggi Coconut Grove si è formato nel 1925 quando la città di Miami annetté due aree di dimensioni simili: la città di Coconut Grove e la gran parte della città di Silver Bluff. Coconut Grove corrisponde approssimativamente all'area coperta dal codice postale 33133, sebbene questo codice include parti di Coral Way e Coral Gables, e piccole parti del codice 33129.
Nella zona si stabilirono diverse ondate di immigrazione a partire dal 1825, quando fu attivato il faro di Cape Florida. Il nome si fa risalire al Dr. Horace P. Porter quando affittò una casa dalla vedova di Edmond D. Beasley nel 1873. Ci visse solo un anno, ma in quel periodo vi stabilì un ufficio postale chiamato Coconut Grove.
Nello stesso periodo l'area iniziò a suscitare l'interesse di nordamericani, inglesi ed immigranti dalle Bahamas. Nel 1882 venne costruito qui il primo hotel del sud della Florida: il Bay View Inn, successivamente conosciuto come Peacock Inn), venne costruito nell'area dell'attuale Peacock Park dagli immigranti inglesi Isabella e Charles Peacock. Il primo insediamento di persone di colore venne stabilito negli anni 1880 da lavoratori della Bahamas che lavoravano al Peacock Inn.
Il Barnacle Historic State Park è la più antica abitazione nella Contea di Miami-Dade; costruita nel 1891 fu la casa di Ralph Middleton Munroe, conosciuto come "Il commodoro" per essere stato il primo commodoro e fondatore del Biscayne Bay Yacht Club, oltre ad essere un progettista di yacht.
Da città indipendente che era inizialmente, Coconut Grove fu annessa alla città di Miami nel 1925.
Negli anni 1960 la riva della baia di Coconut Grove fu il centro del movimento giovanile della Florida del sud, in particolare ospitando numerosi incontri e concerti, compreso quello contesto dei Doors al Dinner Key.

## Monumenti e luoghi d'interesse

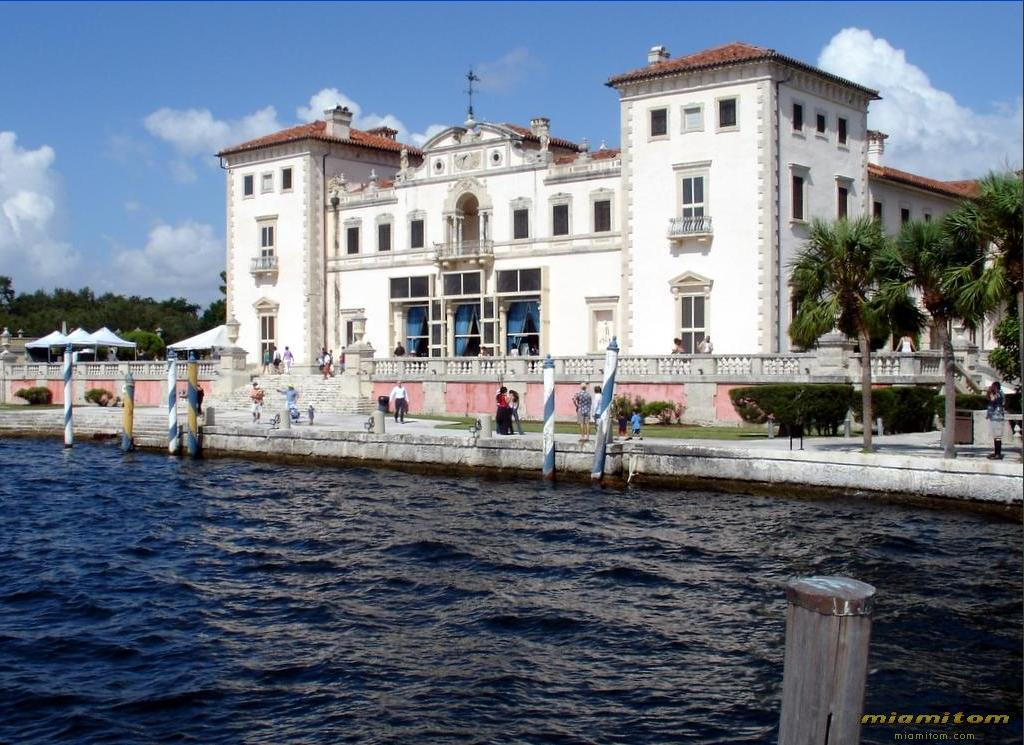
Villa Vizcaya, del 1916

### Architetture religiose
- Plymouth Congregational Church, del 1917, iscritta al National Register of Historic Places

### Architetture civili
- Woman's Club of Coconut Grove, fondata nel 1891,
- Edifici nel National Register of Historic Places:
  - Ransom School Pagoda alla Ransom Everglades School, costruita nel 1902
  - Trapp Homestead, del 1887
  - Dinner Key, del 1917, comprendente un porto turistico ed il municipio di Miami
  - Villa Vizcaya, 1914–23
  - El Jardin presso la Carrollton School of the Sacred Heart, del 1918
  - First Coconut Grove School, prima scuola pubblica della contea di Miami-Dade County, del 1887
  - Sweeney House nel parco di Kampong, del 1916

### Aree naturali

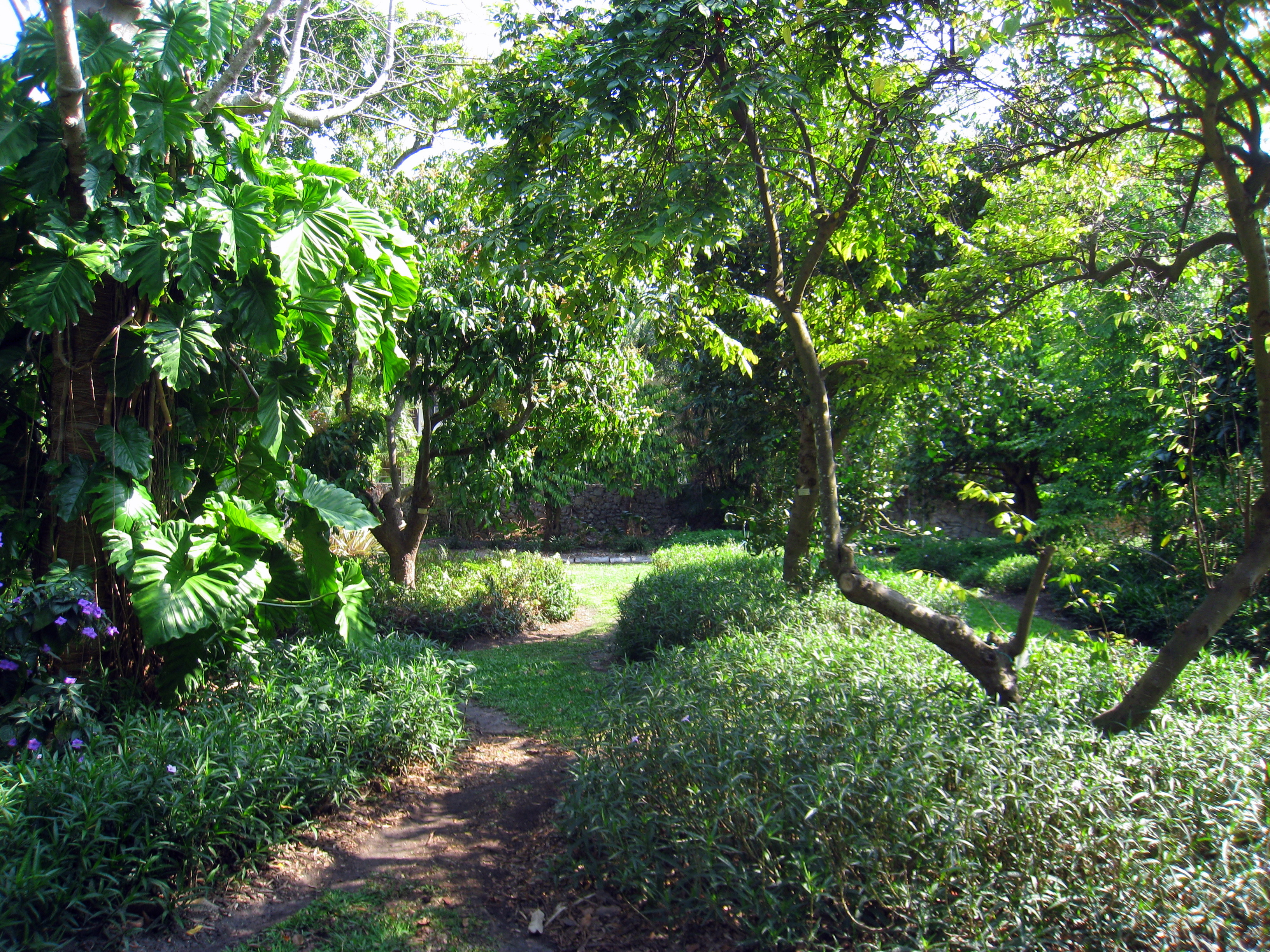
The Kampong

- The Kampong, giardino di 32.000 m2 che fa parte del National Tropical Botanical Garden.[11]
- The Barnacle Historic State Park, del 1891, nel National Register of Historic Places
- Peacock Park, anche noto come Kenneth Myers Bayside Park
- David Kennedy Park
- Merrie Christmas Park
- Steele Park
- Blanche Park
- Elizabeth Virrick Park
- Kirk Munroe Park
- Coconut Grove Park
- Grand Avenue Park
- Ingraham Terrace Park
- Sunrise Park
- Marjory Stoneman Douglas Mini Park
- Dinner Key Picnic Islands Park
- Alice C. Wainwright Park

### Zone commerciali
- CocoWalk
- Mayfair

## Società

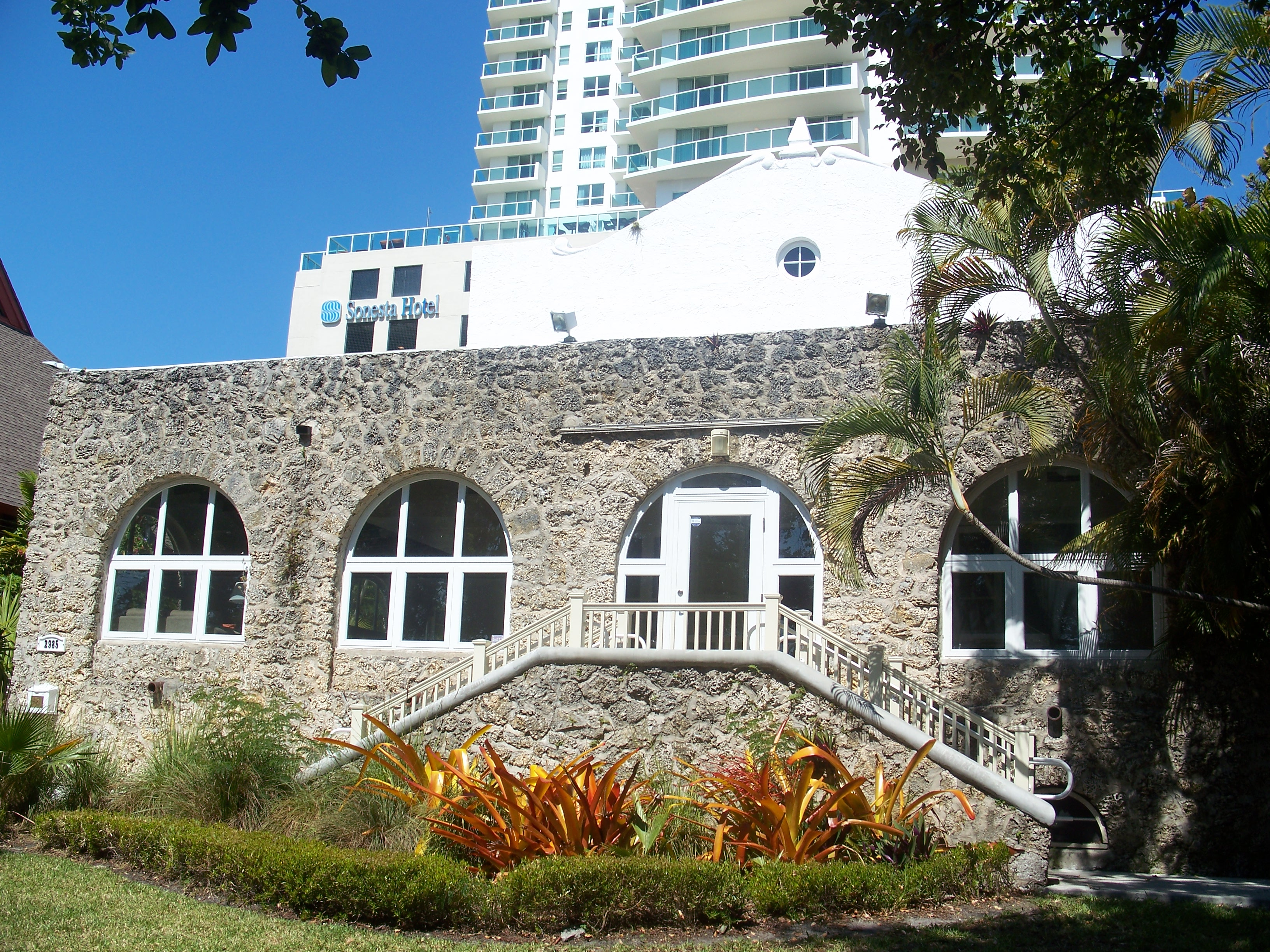
Woman's Club

Coconut Grove, divisa tra "Northeast Coconut Grove" e "Southwest Coconut Grove", nel 2000 aveva una popolazione complessiva di circa 19.000 abitanti su di un'area di 14.52 km2.
I codici postali della zona sono 33129 e 33133. La percentuale di persone con difficoltà a parlare la lingua inglese è dell'8.1%. La percentuale delle persone nate in Florida era del 31.6%, quella delle persone nate in altri stati americani del 34.7%, la percentuale di americani nati all'estero del 2.3%, mentre la percentuale di stranieri del 31.4%.
Nel Northwest Grove la percentuale di ispanici era del 35.24%, il 2.25% di persone di colore, il 60.96% di bianchi ed l'1.55% di altre razze.
Nel Southwest Grove la percentuale di ispanici era del 14.80%, il 48.27% di persone di colore, il 35.27% di bianchi ed l'1.66% di altre razze.
La zona ovest è prevalentemente composta da discendenti dei marinai afro-caraibici che popolarono la zona dalle Bahamas. Il Goombay festival è la celebrazione delle radici storiche di questa comunità.

## Cultura

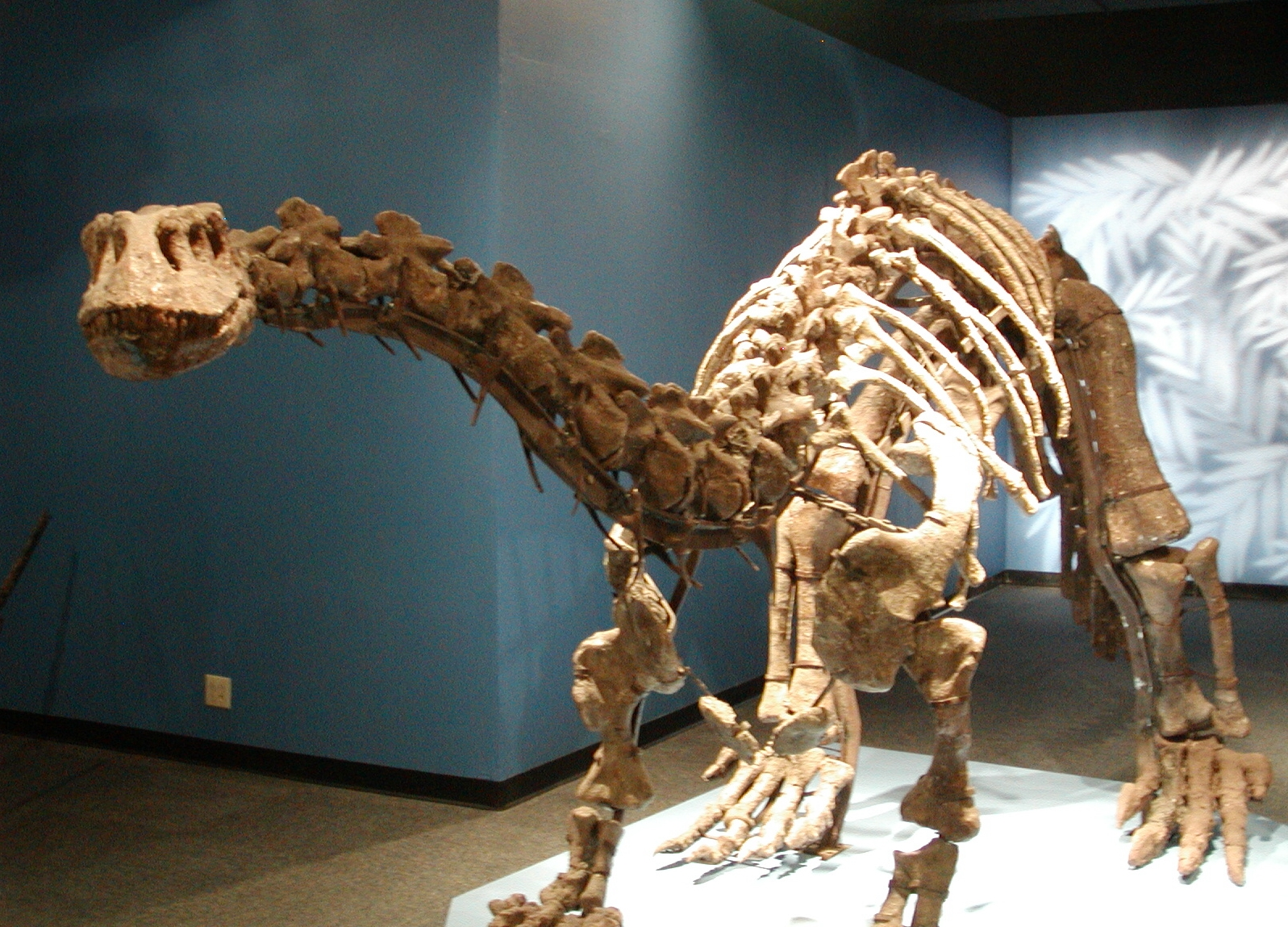
Miami Science Museum

### Biblioteche
La Miami-Dade Public Library gestisce nella zona due biblioteche:
- Coconut Grove Library
- Virrick Park Library

### Scuole
A Coconut Grove si trovano le seguenti scuole:
Scuole elementari
- Coconut Grove Elementary School
- Frances S. Tucker Elementary School
- George W. Carver Elementary School

Scuole superiori
- Academy of Arts and Minds Charter High School, fondata nel 2003

Scuole private
- Ransom Everglades School, fondata nel 1903
- St. Hugh Catholic School, 1956
- Immaculata-Lasalle High School, 1958
- St. Stephen's Episcopal Day School, 1958
- Carrollton School of the Sacred Heart, 1961
- Coconut Grove Montessori School
- Vanguard School

### Musei
- Vizcaya Museum and Gardens;
- Barnacle Historic State Park;
- Coconut Grove Playhouse;
- Kampong;
- Marjory Stoneman Douglas Home;
- Miami Science Museum.

### Eventi
- Coconut Grove Arts Festival;[14]
- King Mango Strut, parodia dell'Orange Bowl, l'ultima domenica di dicembre;
- Great Taste of the Grove Food & Wine Festival, in aprile;
- Goombay Festival, in giugno.

## Economia

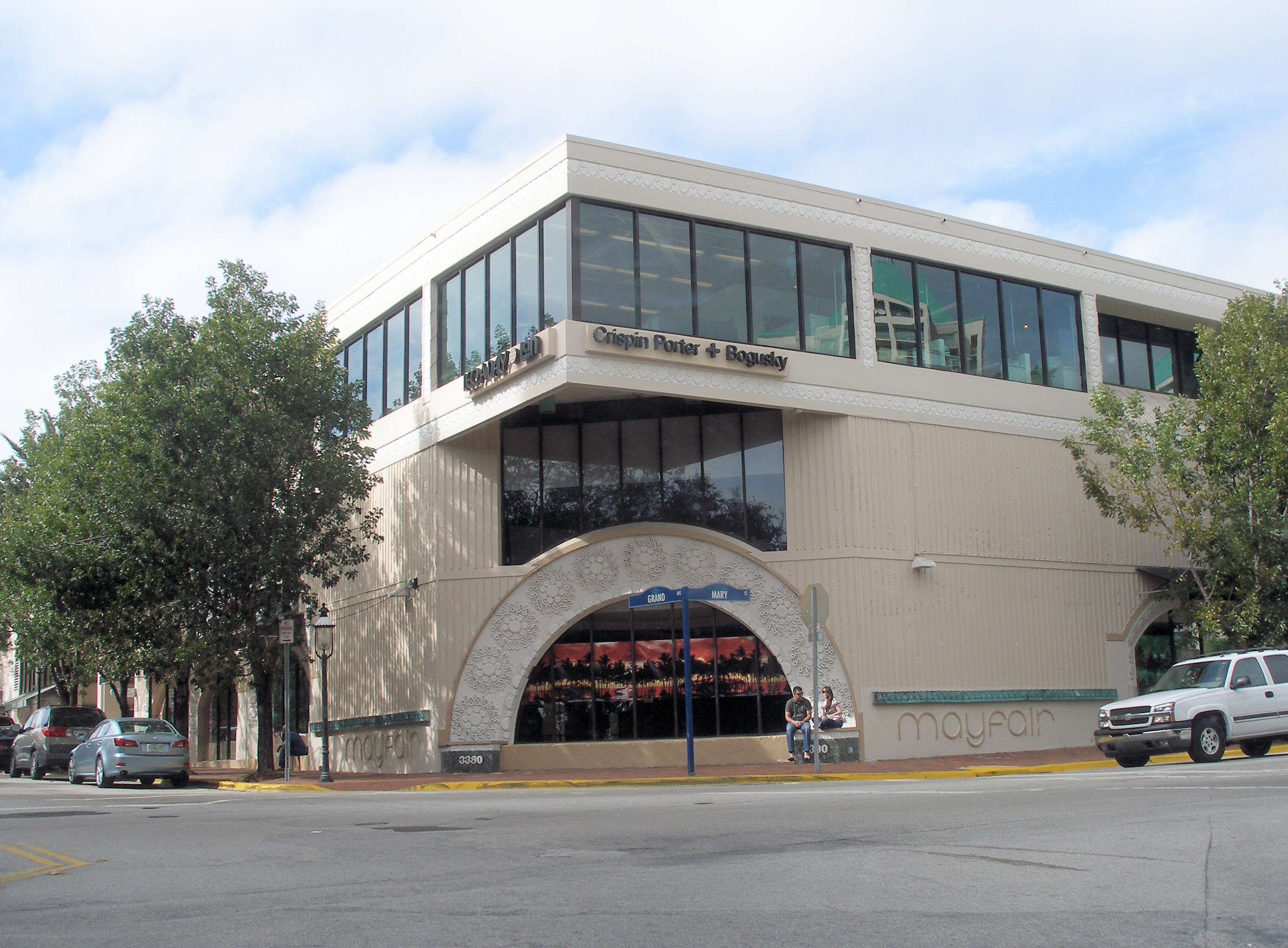
Mayfair

L'attività commerciale è caratterizzata da numerosi caffè e ristoranti, frequentati la sera dai numerosi studenti della University of Miami e della Florida International University.
I maggiori centri commerciali sono CocoWalk e Streets of Mayfair.
La zona sulla Baia di Biscayne è caratterizzata da una discreta attività marittima, con un club di vela (Coconut Grove Sailing Club), uno yacht club (Coral Reef Yacht Club) ed una marina (Dinner Key Marina).
Le attività degli idrovolanti della Pan American World Airways erano basate a Dinner Key ed il municipio di Miami è attualmente del vecchio Pan American Seaplane Base and Terminal Building.

## Infrastrutture e trasporti

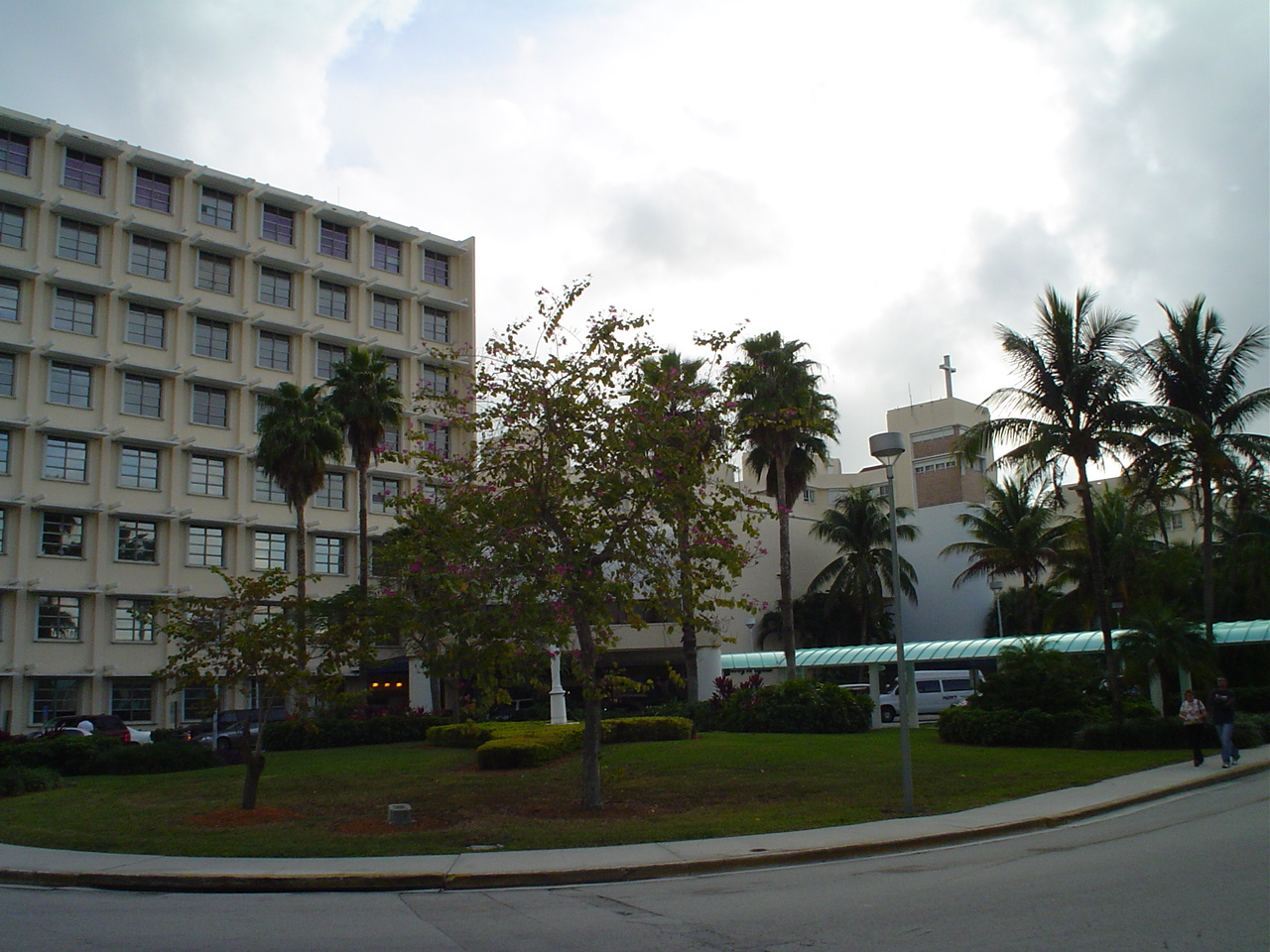
Mercy Hospital

Le stazioni Metrorail della Metropolitana di Miami nella zona sono:
- Vizcaya (SW 32nd Road)
- Coconut Grove (SW 27th Avenue)
- Douglas Road (SW 37th Avenue)

Le ultime due stazioni sono interconnesse con la rete di trasporto su gomma Metrobus.

## Galleria d'immagini

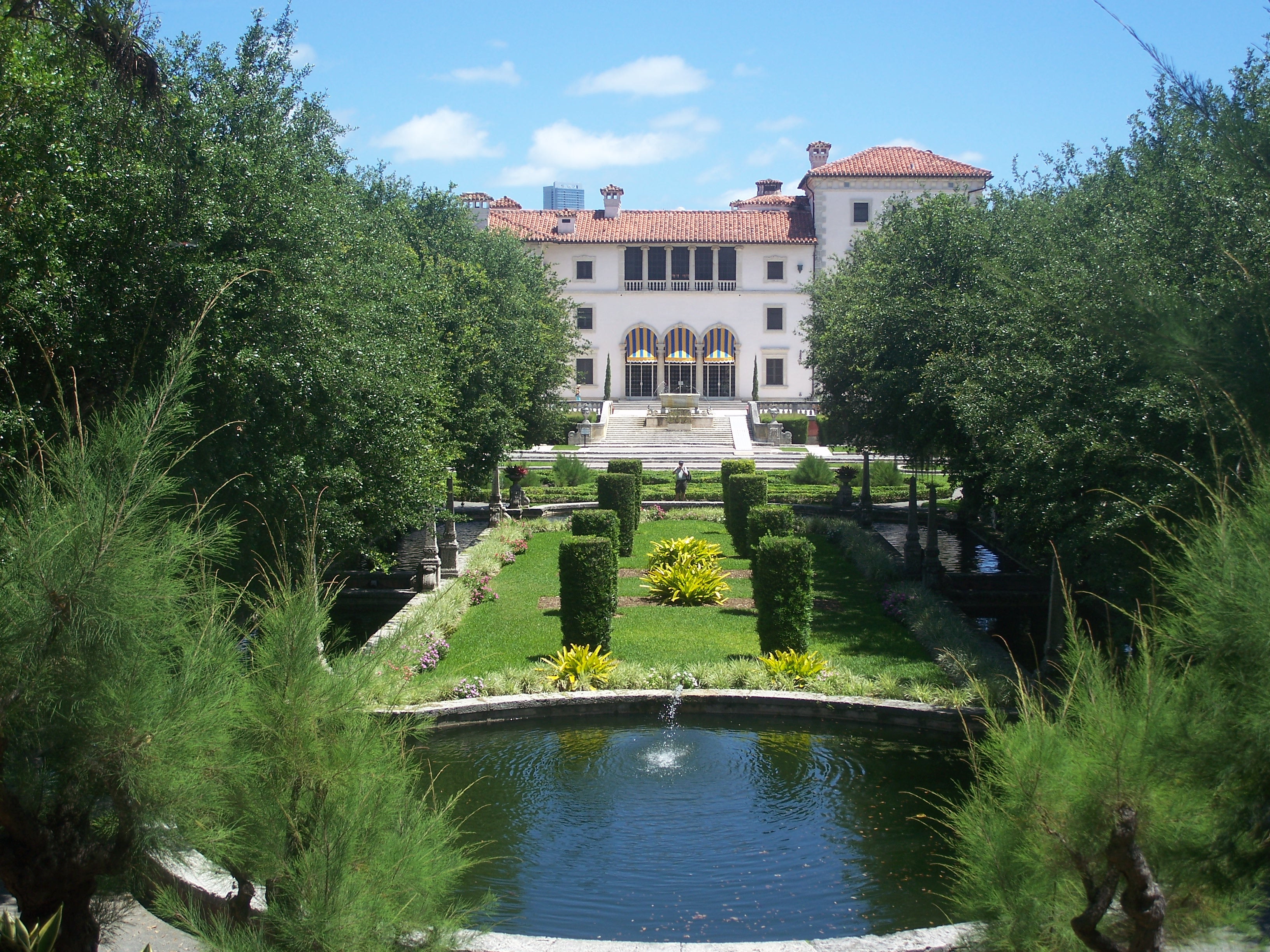
Villa Vizcaya
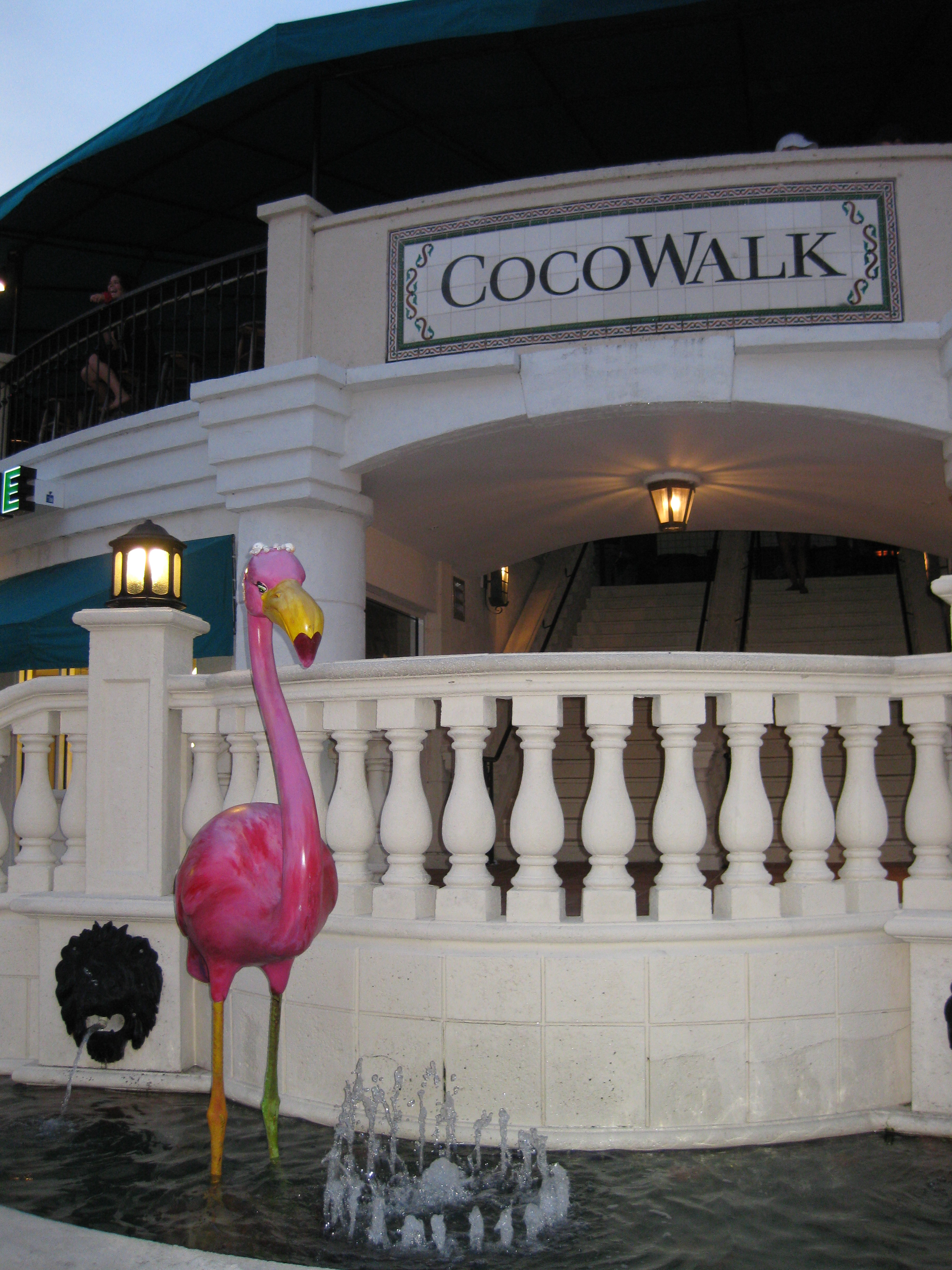
CocoWalk